# Slavníkovské mincovnictví
Slavníkovské mincovnictví je produktem mincovního regálu (práva na ražbu mincí) rodu Slavníkovců. Jedná se o významnou součást české numismatiky.
Denáry, ražené na slavníkovských hradištích v Libici a Malíně jsou jedním z nejdůležitějších hmotných pramenů, které pomáhají proniknout do problematiky Slavníkovců. Slavníkovské mincovnictví je spojeno především s osobou Slavníkova syna Soběslava, jehož mincování probíhalo patrně mezi lety 985 – 995. Existovaly domněnky, že mince razil už kníže Slavník, ale není pro to reálné opodstatnění. Dalším sporným bodem slavníkovského mincovnictví je také ražba druhého pražského biskupa sv. Vojtěcha.

## Počátky českého mincovnictví
První doklady českého mincovnictví se spojují s vládou Boleslava I. a ražbou jeho denárů.  Opomene-li se dřívější keltská ražba mincí na našem území, jsou tyto mince prvními penězi, které měly navíc velký význam při budování přemyslovského státu. Jednalo se o stříbrné kulaté plíšky, které měly na obou stranách vyraženou určitou symboliku a většinou i jméno vydavatele spolu s místem, např. BOLEZLAVS DUX (kníže Boleslav) a PRAGA CIVITAS (město Praha). První písemnou zmínku o denárech na našem území podává Ibráhím ibn Jákúb, židovsko-arabský cestovatel a kupec v 60. letech 10. století, který Prahu navštívil. Nejstarší přemyslovské denáry se nazývají bavorského nebo také řezenského typu, jelikož tento typ denárů ty přemyslovské napodobovaly. Nejčastěji byla na denárech vyobrazována symbolika související s křesťanstvím, např. trestající ruka boží, motiv kříže, kaplice – průčelí kostela či ptačí motivy, tj. ptactvo nebeské. Přemyslovské mincovny v Praze se zpočátku pravděpodobně nacházely na tržišti, na Hradě a později i na Vyšehradě. Lze také doložit mincovnu kněžny Emmy na Mělníku.

## Počátky slavníkovského mincovnictví
Česká historiografie připustila možnost slavníkovského mincovnictví až ke konci 19. století. Jelikož tendence přiřknout ražbu mincí už knížeti Slavníkovi jsou mylné, musí být slavníkovské mincovnictví řazeno až za rok 981, kdy Slavník zemřel. Po smrti Slavníka se ujal vlády na jejich panství Soběslav, pravděpodobně jeho nejstarší syn. Jedna z variant výkladu je, že Soběslav spolu se svým bratrem biskupem Vojtěchem začali razit první slavníkovské mince. Pravděpodobnou první ražbou Slavníkovců by pak byl denár biskupa Vojtěcha s opisem HIC DENARIUS EST EPISCOPI (tento denár jest biskupův). „Denár byl ražen s největší pravděpodobností přímo na Libici Soběslavem u příležitosti Vojtěchova zvolení pražským biskupem roku 982.“ Toto tvrzení je ale sporné, jelikož ražba mincí na základě biskupské hodnosti je vidět v 10. století u říšských biskupů jen v malé míře a spíše je běžná až v 11. a 12. století. Navíc na druhé straně tohoto denáru, který lze bezpochyby přiřknout nějakému biskupovi, je nesrozumitelný nápis EOOVLZIAZDLCRIVVFT, jehož výklad je sporný a nemůže být s určitostí připsán sv. Vojtěchovi . 
Jedním z typů mincí ražených Soběslavem byl denár ethelredského typu. Tento typ denárů je napodobením mincí, které nechal razit anglický král Ethelred II. (978 – 1016) a díky obchodu se dostaly až na naše území. Ražby Přemyslovců i Slavníkovců se těmto denárům musely přizpůsobit, aby mohli také promlouvat do dálkového obchodu . „Je charakterizován úzkou rukou (Boží) obvykle na líci a stylizovaným poprsím panovníka na rubu“.

## Mincovna Malín
Toto sídlo Slavníkovců leželo nedaleko dnešní Kutné Hory. Mincovnu lze doložit v Malíně na základě opisů na denárech ethelredského typu se jménem Soběslava. Opisy zní ZOBEZLAV.NARVI na rubu a na opačné straně je jméno mincovny MALIN CIVITAS , . Přičemž slovo NARVI není přesně zdůvodněno, bylo patrně přídomkem. Další skupinou mincí ražených v Malíně je denár  s obrazem Boží ruky a jménem knížete, který nese na druhé straně přesně neobjasněný opis EOSTVDFAER (POSTVDFAER) . Jako surovinový zdroj pro tyto denáry sloužila patrně povrchová ložiska stříbra nedaleko pozdější Kutné Hory . Po ztrátě Krakovska a Slezska došlo ke krizi v Českém státě. Měla dokonce proběhnout anexe hradiště Malín, kde Přemyslovci údajně vyvrátili mincovnu. „Nutno však hned na počátku zdůraznit, že zmíněná anexe není ničím jiným doložena a uvažuje se o ní právě jen na podkladě numismatickém.“  Malínské denáry potom zmizely a mincovna byla pravděpodobně jen na Libici.

## Sporné motivy Soběslavových denárů
Jednou ze skupin denárů ražených Soběslavem jsou i mince s nepříliš kvalitním zpracováním. „Jeho jméno se totiž objevuje i na jiné skupině mincí, charakterizované odlišnou obrazovou náplní. Ta je tvořena především různými ptačími motivy a zvláštním obrazem ruky, přes kterou je jakoby položen krátký meč nebo dýka.“  Toto bylo dříve interpretováno jako mocenská ambice Soběslava, který na této minci naznačuje útok dýkou na přemyslovskou orlici. Tato ražba ale nejspíše vyobrazuje pelikána, obvyklý křesťanský symbol Kristovy svaté církve. Ruka s dýkou by měla představovat trestající pravou ruku Boží. Starší historiografický výklad tuto nepříliš kvalitní ražbu pokládal na konec Soběslavova mincovnictví z důvodu vyvrácení Malína. Novější interpretace ho klade naopak na začátek jeho mincovnictví a dané obrazové náplni nepřikládá onen „výhrůžný“ motiv. Motivy na denárech byli navíc spíše modifikací přemyslovských mincí. Na těchto denárech není vyraženo jméno mincovny, je tam pouze již zmíněný neobjasněný opis POSTVDFAER. Je možné, že tyto ražby vznikly v Malíně, ale není pro toto tvrzení rozhodný důkaz.

## Libická mincovna
Hradiště Libice leželo východně od dnešních Poděbrad. Pravděpodobnou přítomnost mincovny na Libici dosvědčují nepříliš rozšířené Soběslavovy denáry s opisy ZOBESLAV (Soběslav) a LIVBVZ (Libice) . Kolem tohoto denáru s korunovanou hlavou a opisem ZOBESLAV LIVBVZ se vedou spory, zda má mince opravdu „varovat“ Boleslava II. před Soběslavem nebo to byla mince spíše slavnostní, ražená k jeho nástupu na libický stolec. Ražba mincí tam nepochybně zanikla s vyvrácením tohoto hradiště 28. 9. 995. 

## Význam slavníkovského mincovnictví
Začalo zřejmě po nástupu Soběslava roku 981. Na rozdíl od svého otce, o jehož hospodářských aktivitách nevíme prakticky nic, byl podle všeho přece jen výraznější osobností rozhodnutou více využít významnou obchodní cestu vedoucí přes region svěřený mu zřejmě příbuzným pražským vládcem do správy.“ Ono "svěření do správy" však není podloženo žádnými písemnými ani jinými hmotnými či nehmotnými důkazy. Spekuluje se o tom, že buď Soběslav zahájil ražbu mincí z vlastní iniciativy anebo ho k tomu mohli pověřit Přemyslovci. Jedním z nejpádnějších argumentů, proč mince ražené Slavníkovci nelze brát jako důkaz vzdoru a suverenity, je jejich počet. O jisté suverenitě a nezávislosti Slavníkovců však svědčí fakt, že tyto ražby byly provedeny. Vršovci ani další velmožské rody na území Čech mince nerazily. Mince nerazili ani synové pražských knížat po dobu vlády jejich otců. Dochované kusy slavníkovských ražeb dosvědčují, že intenzita jejich mincování zdaleka nemohla konkurovat přemyslovským ražbám z pražských mincoven . Slavníkovci totiž razili mince pouze mezi roky 981 až 995 - tedy maximálně 14 let, zatímco Přemyslovci razili mince přibližně 4x tak dlouho. Jelikož přemyslovské denáry byly v oběhu spolu se slavníkovskými, je pravděpodobné, že přemyslovské mince sloužily jako předloha, kterou lze dokázat podobnými obrazovými motivy. Lze také prokázat, že slavníkovské vzory pocházejí spíše ze západních zahraničních ražeb. Množství slavníkovských denárů v oběhu bylo v poměru s přemyslovskými asi 1/10 .
Nejvýznamnější numismatické nálezy, které obsahovaly i slavníkovské denáry byly objeveny ve Staré Boleslavi, v Čistěvsi a v Poděbradech.